# Toine Hezemans
Toine Hezemans (Eindhoven, 15 aprile 1943) è un pilota automobilistico olandese, vincitore del campionato ETCC 1970 e 1973 e che ha partecipato a 6 edizioni della 24 Ore di Le Mans (1970, 1973, 1975, 1976, 1977, 1978).
Attivo tra gli anni '60 e '70, ha gareggiato a bordo di autovettura da turismo e sportprototipo. Ha 3 figli, Mike Hezemans, Loris Hezemans e Liam Hezemans, anche loro piloti da corsa.

## Carriera

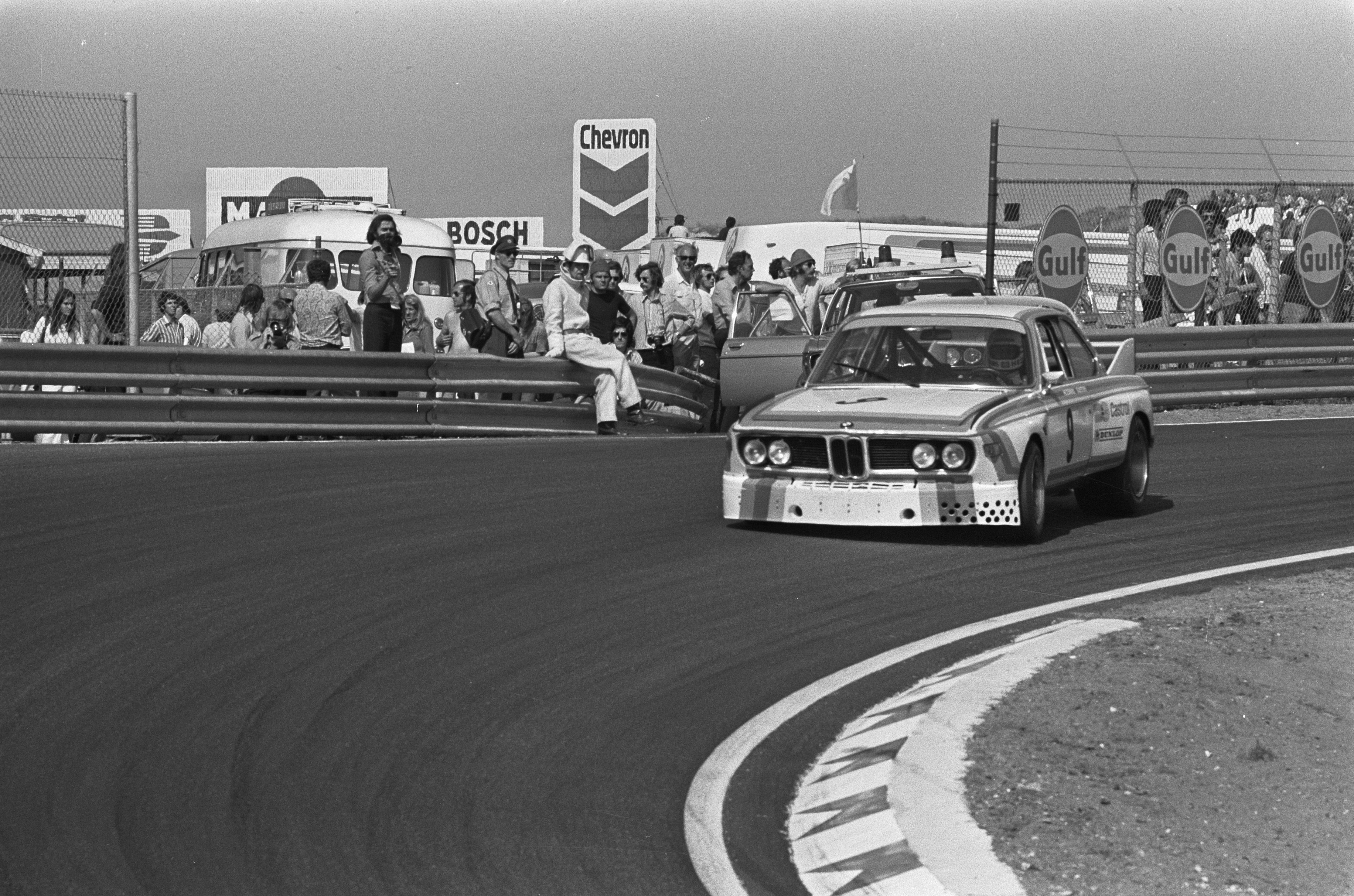
Hezemans su BMW 3.0 CSL nel 1973

Hezemans ha vinto l'European Touring Car Championship nel 1970 a bordo di una Alfa Romeo GTAm e nel 1973 su una BMW 3.0 CSL e il campionato European GT 1976 con Porsche 934. Negli anni '70 Hezemans guidò anche vetture sport prototipi come Alfa Romeo Tipo 33, vincendo la Targa Florio del 1971 insieme a Nino Vaccarella su un'Alfa Romeo 33/3.

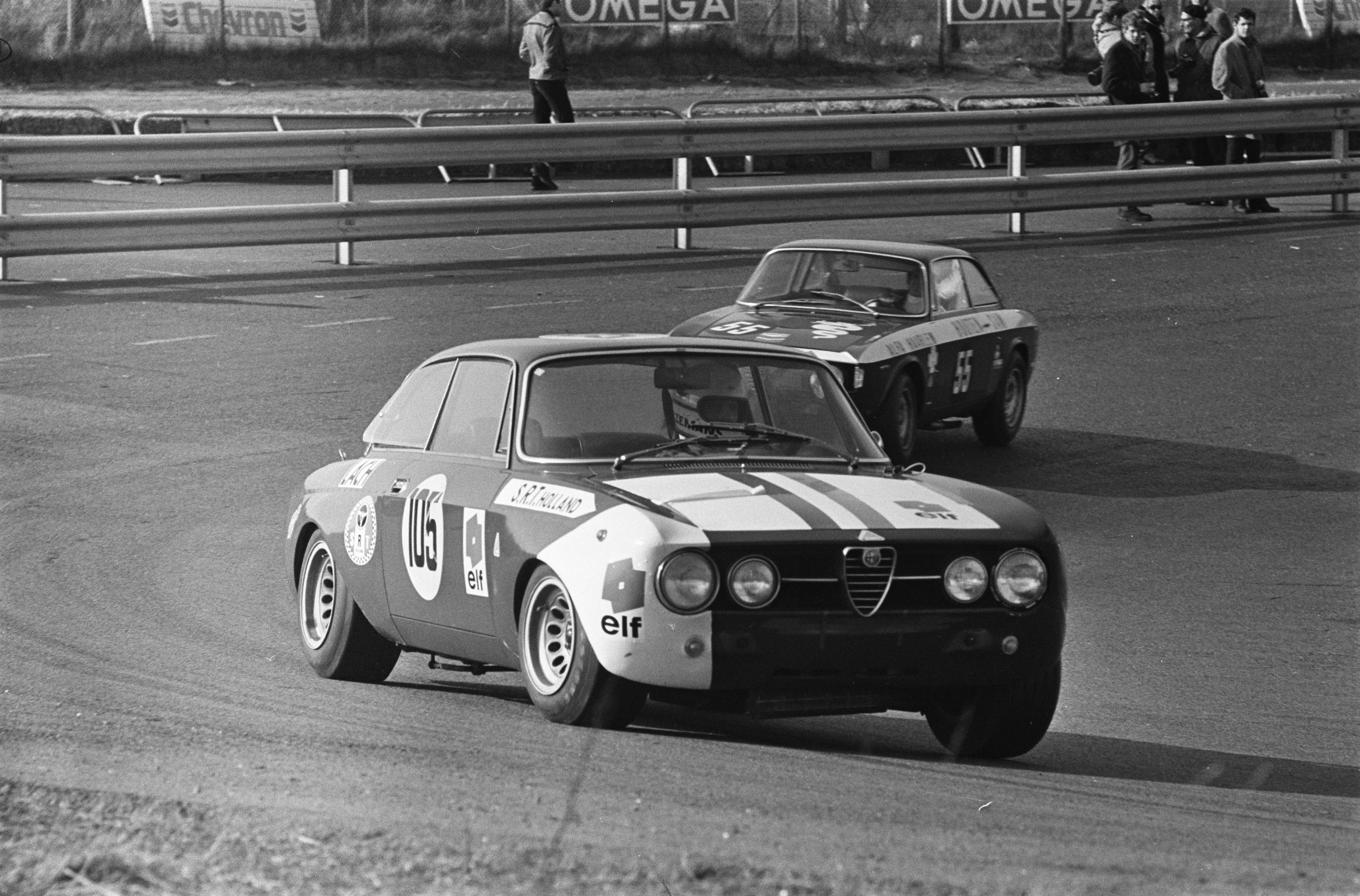
Hezemans su Alfa Romeo Giulia GTA del team S.R.T. Holland nel 1973

Dopo essersi ritirato dalle corse, ha lavorato come manager del team Phoenix Carsport.

## Palmarès
- Vincitore dell'European Touring Car Championship 1970 e 1973
- Vincitore della Targa Florio 1971
- Vincitore della 24 Ore di Spa 1973
- Vincitore due volte della 24 Ore di Le Mans nella categoria TS nel 1973 e GTS nel 1975
- Vincitore dell'European GT Championship 1976[3]
- Vincitore due volte della 1000 km del Nürburgring nel 1977 e 1978
- Vincitore della 24 ore di Daytona 1978[4]
- Vincitore della 6 Ore di Watkins Glen 1978
- Vincitore della 6 Ore del Mugello 1978